# فابریس آسنسیو
فابریس آسنسیو (انگلیسی: Fabrice Asencio; ۱ اوت ۱۹۶۶ – ۴ اکتبر ۲۰۱۶) بازیکن فوتبال اهل فرانسه بود.